# Mariannelunds köping
Denna artikel handlar om den tidigare kommunen Mariannelunds köping. För tätorten, se Mariannelund.
Mariannelunds köping var en tidigare kommun i Jönköpings län.

## Administrativ historik
Köpingen bildades 1928 genom en utbrytning ur Hässleby landskommun. Vid kommunreformen 1952 utökades köpingen genom återförening med Hässleby och sammanläggning med Kråkshults landskommun. Mariannelund kvarstod som egen kommun fram till kommunreformen 1971, då området gick upp i Eksjö kommun.
Den 17 oktober 1941 särskildes Mariannelunds köping ur Hässleby socken i fastighetsredovisningen. Tidigare hade köpingen förts under socknen i fastighetshänseende.

### Kyrklig tillhörighet
I kyrkligt hänseende tillhörde köpingen Hässleby församling. Från 1952 tillhörde köpingen också Kråkshults församling.

## Köpingsvapnet
Blasonering: I grönt fält en störtad inböjd spets av guld, belagd med ett grönt treblad med stjälk och åtföljd på vardera sidan av ett veteax av guld.
Vapnet antogs av dåvarande Mariannelunds köping år 1948, men blev aldrig fastställt av Kungl Maj:t. Trebladet och veteaxen kommer från äldre häradssigill.

## Geografi
Mariannelunds köping omfattade den 1 januari 1952 en areal av 166,69 km², varav 161,71 km² land. Efter nymätningar och arealberäkningar färdiga den 1 januari 1957 omfattade köpingen den 1 november 1960 en areal av 165,14 km², varav 159,97 km² land.

### Tätorter i köpingen 1960
I Mariannelunds köping fanns tätorten Mariannelund, som hade 1 901 invånare den 1 november 1960. Tätortsgraden i köpingen var då 60,6 procent.

## Politik

### Mandatfördelning i Mariannelunds köping 1938–1966
| 12 | 3 | 3 | 2 |

| 20 |

| 13 | 2 | 3 | 2 |

| 17 | 3 |

| 2 | 10 | 1 | 1 | 5 | 1 |

| 19 |

| 16 | 9 | 3 | 7 |

| 33 |

| 16 | 6 | 8 | 5 |

| 33 |

| 14 |  | 9 | 6 | 5 |

| 34 |

| 13 | 2 | 9 | 7 | 4 |

| 35 |

| 13 |  | 10 | 5 |  | 5 |

| 34 |